# Данильча-Коба

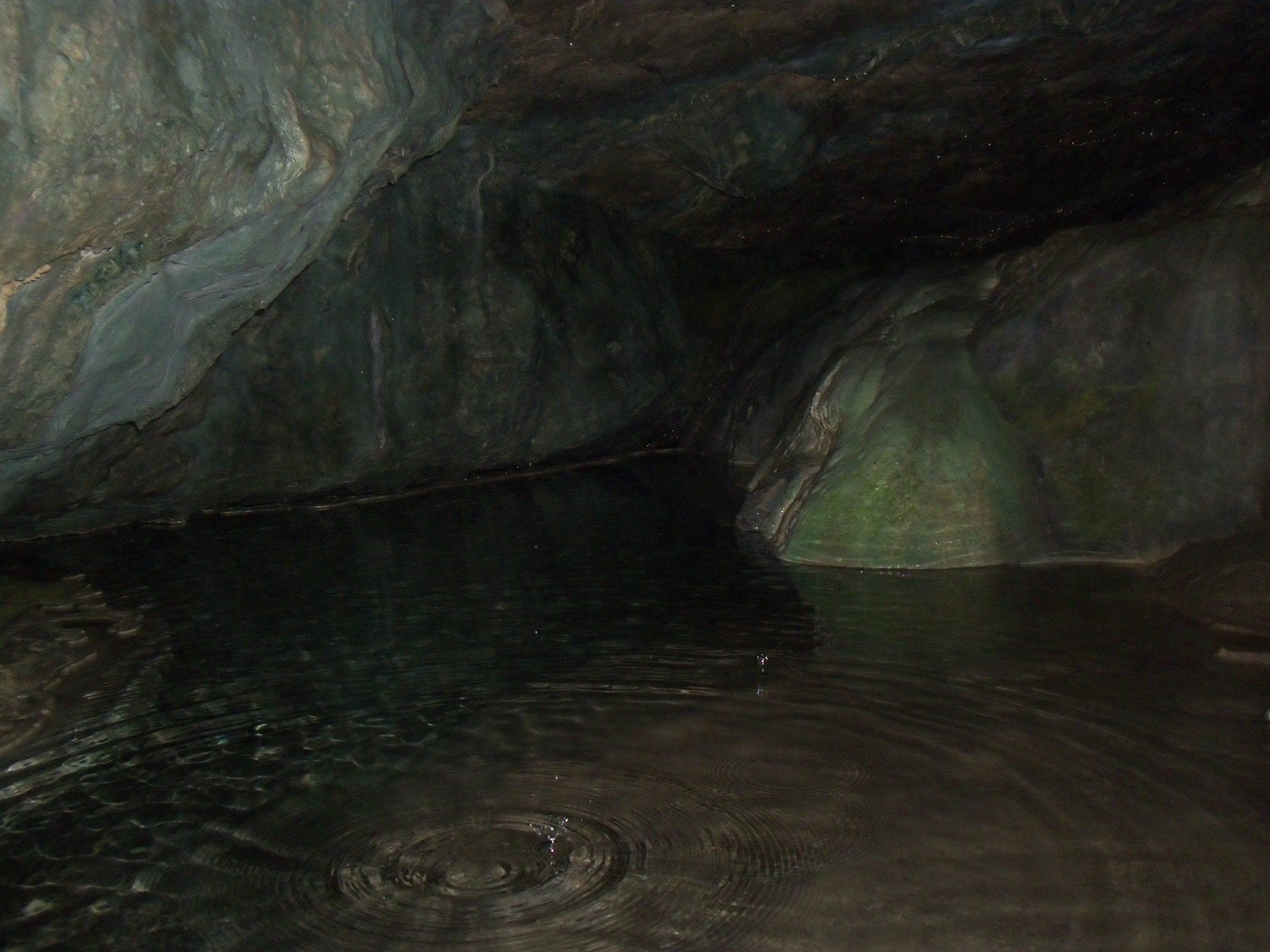
Водойма у печері Данильча-Коба

Дани́льча-Коба́ — карстова печера-грот на схилах гори Седам-Кая, що на південному заході Криму, природна і археологічна пам'ятка.
Печера складається з одного залу завдовжки 12 і завширшки 14 м. Вхід у печеру завширшки понад 10 м і завдовжки до 4 м має трикутну форму. В печері знаходиться водойма завдовжки 4 м і завширшки 8—10 м, температура води в якому протягом року тримається близько +7…+8°C, рівень води інколи підіймається до двох метрів.
На вході у печеру розкопано залишки стін одноапсидного середньовічного храму.